# 카르투지군

포모제주 지도에 표시된 카르투지군의 위치

카르투지군(폴란드어: powiat kartuski)은 폴란드 포모제주에 위치한 군으로 군청 소재지는 카르투지이며 면적은 1,120.04km2, 인구는 137,942명(2019년 기준), 인구 밀도는 120명/km2이다.
북쪽으로는 베이헤로보군, 북동쪽으로는 그디니아시, 동쪽으로는 그단스크시, 그단스크군, 남쪽으로는 코시치에지나군, 서쪽으로는 비투프군, 북서쪽으로는 렝보르크군과 접한다. 8개 지방 자치체(2개 도시형 농촌, 6개 농촌)를 관할한다.

군기
군 문장